# Keiko Yamada
Keiko Yamada (japanisch 山田 圭子, Yamada Keiko; * 18. August 1972 in Usuki, Japan) ist die Frontsängerin der japanischen Band Globe. Ihre Solopseudonyme waren Keiko (2003–2008), kco (ab 2008 bei Universal Music) und K-C-O (seit 2010 bei Avex Globe).

## Leben
Seit 2001 ist sie auch als Solosängerin tätig und wurde außerhalb von Globe durch die Single „A Song Is Born“ bekannt, einem Duett mit Ayumi Hamasaki. Die Single wurde im Song Nation Projekt veröffentlicht, in dem verschiedene Interpreten des Plattenlabels Avex Trax zusammenarbeiteten und die Verkaufseinnahmen den Opfern der Terroranschläge am 11. September 2001 zugutekamen. Die Single erreichte in Japan die Höchstplatzierung der Oricon-Charts und war die erfolgreichste Veröffentlichung des Projekts. Im November 2002 heiratete sie den Musikproduzenten und Bandmitglied von Globe Tetsuya Komuro.
Nachdem sie 2003 zwei weitere Singles veröffentlichte, erschien 2008 ihr erstes Album „O-Crazy Luv“ und eine weitere Single „Haru no Yuki“ (春の雪). Als im November 2008 ihr Ehemann wegen Betrugs angeklagt wurde, da er Nutzungsrechte seiner produzierten Songs, die er nicht mehr innehatte, für 5,6 Millionen Dollar verkaufte, erklärte Keiko, dass die Veröffentlichungen am Jahresbeginn zur Aufbesserung der finanziellen Lage ihres Mannes notwendig gewesen seien. Zu dieser Zeit kamen in der Öffentlichkeit Trennungsgerüchte auf, die Keiko später dementierte.
Im Jahr 2011 erlitt die Sängerin einen Schlaganfall und lag aufgrund der Folgen über mehrere Jahre im Krankenhaus und in Folge-Behandlung.
Nach einem Fremdgeh-Skandal ausgehend von ihrem Ehemann Komuro zum Anfang 2018, wurde im Sommer desselben Jahres bekanntgegeben, dass beide nun getrennt leben würden. Familienangehörige von Keiko fügten außerdem hinzu, dass Tetsuya sich nicht um Keiko kümmern würde und sein Image des fürsorglichen Ehemanns eine Lüge sei. Komuro äußerte sich außerdem in einem Interview, dass Keiko nicht länger am kommerziellen Singen interessiert sei.

## Diskografie

### Alben
| Jahr | Titel       | Höchstplatzierung, Gesamtwochen, AuszeichnungChartsChartplatzierungen (Jahr, Titel, Platzierungen, Wochen, Auszeichnungen, Anmerkungen) | Anmerkungen                          |
| Jahr | Titel       | JP | Anmerkungen                          |
| ---- | ----------- | --- | ------------------------------------ |
| 2008 | O-Crazy Luv | JP36 (3 Wo.)JP | Erstveröffentlichung: 30. April 2008 |

### Singles
| Jahr | Titel Album         | Höchstplatzierung, Gesamtwochen, AuszeichnungChartsChartplatzierungen (Jahr, Titel, Album, Platzierungen, Wochen, Auszeichnungen, Anmerkungen) | Anmerkungen                                                                                            |
| Jahr | Titel Album         | JP | Anmerkungen                                                                                            |
| ---- | ------------------- | --- | --- |
| 1997 | You Are the One –   | JP1 (15 Wo.)JP | Erstveröffentlichung: 1. Januar 1997 Verkäufe JP: + 1.225.070 Wohltätige Single als Teil von TK Family |
| 2000 | On the Way to You – | JP5 (7 Wo.)JP | Erstveröffentlichung: 1. März 2000 Verkäufe JP: + 132.530; mit Globe                                   |
| 2001 | A Song Is Born –    | JP1 Platin · (10 Wo.)JP | Erstveröffentlichung: 12. Dezember 2001 Verkäufe JP: + 441.410 Wohltätige Single mit Ayumi Hamasaki    |
| 2003 | Be True –           | JP18 (5 Wo.)JP | Erstveröffentlichung: 25. Juni 2003 Verkäufe JP: + 16.744; mit Cyber X                                 |
| 2003 | KCO –               | JP8 (6 Wo.)JP | Erstveröffentlichung: 10. Dezember 2003 Verkäufe JP: + 23.454                                          |
| 2008 | Haru no Yuki –      | JP30 (2 Wo.)JP | Erstveröffentlichung: 12. März 2008 Verkäufe JP: + 5.000                                               |